# Античная культура

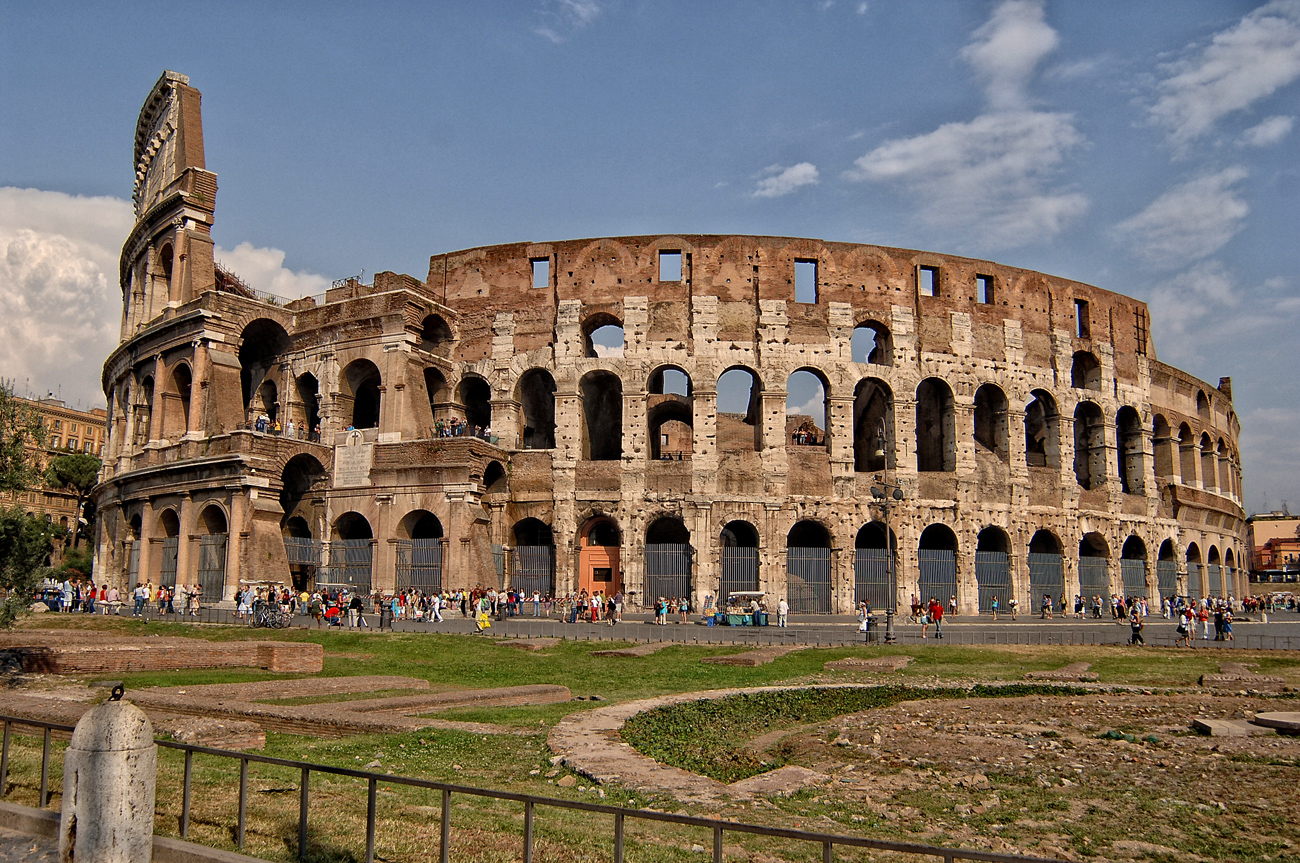
Колизей — самый большой амфитеатр Древнего Рима, символ императорского могущества.
Расположен в Риме. Вмещал около 50000 зрителей.

Античная культура — это культура государств, сформировавшихся с 3 тысячелетия до н. э. по 5 век нашей эры на территории Средиземноморского региона периода архаической Греции, классической Греции, эпохи эллинизма и эпохи Римской республики.

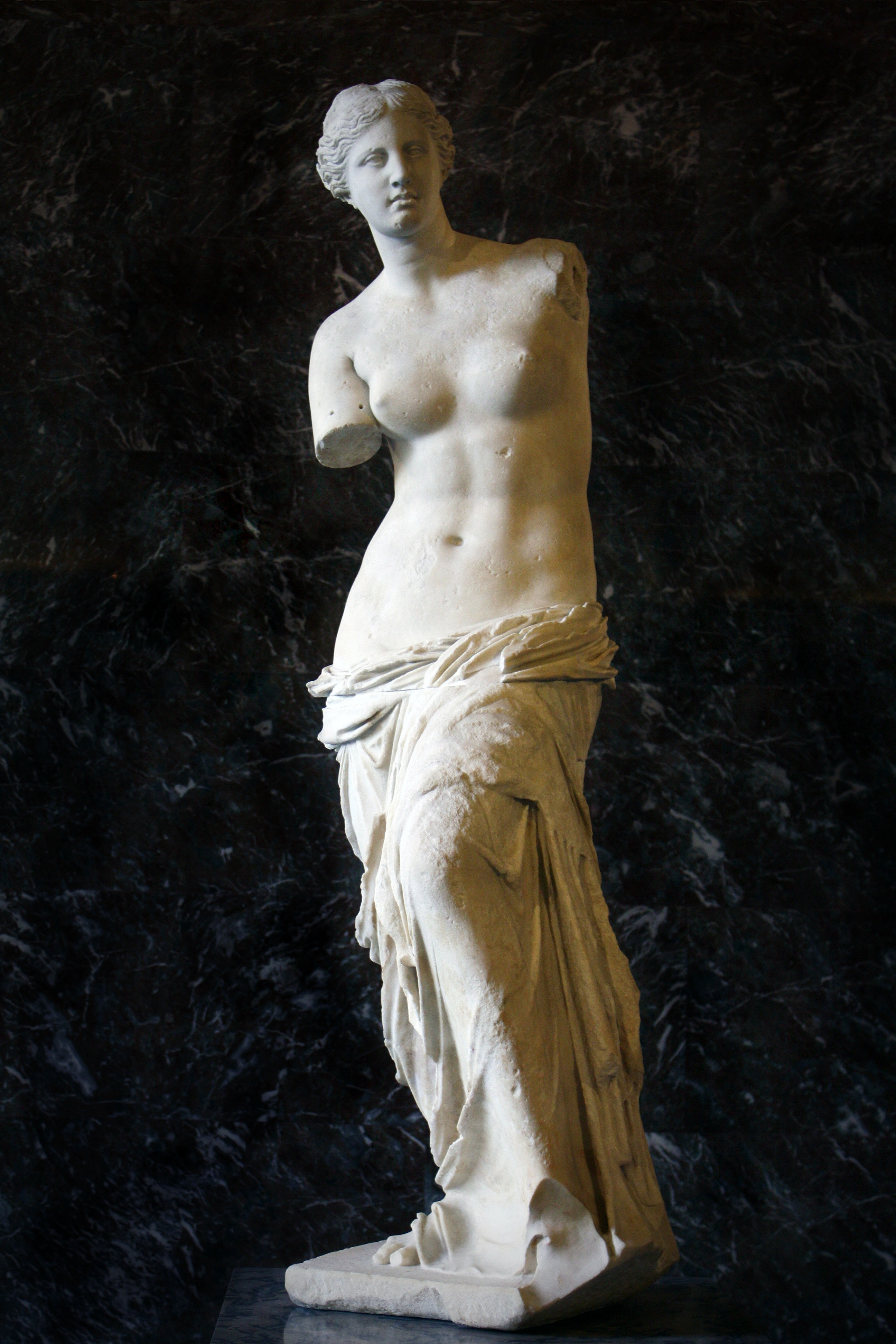
Венера Милосская — мраморная статуя богини Афродиты, датированная примерно 150 г. до н. э. Ныне экспонируется в Лувре, Париж. Автор Венеры Милосской неизвестен.
Статуя Венеры Милосской считается идеалом красоты женского тела.

Условно античную культуру можно разделить на два этапа:
- Культура Древней Греции
- Культура Древнего Рима

В античности, по сравнению с древневосточными цивилизациями, был сделан принципиальный шаг вперед относительно положения человека в обществе, осмысление художественного творчества — произошло формирование гуманистической традиции. Отличие состоит и в степени влияния на другие народы древности, и в том, что культура Греции и Рима никогда не забывалась и непосредственно повлияла на дальнейшее развитие культуры.
При всем единстве античной культуры, её греческий и римский этапы имеют свои особенности. На политическое и религиозное мышление, философские и юридические взгляды, литературу и искусство Западной Европы сильнее повлиял Рим. В культурной традиции Восточной Европы ведущим через посредничество Византии было греческое влияние. В античности зародились явления, которые на дальнейших этапах станут определяющими в культуре, особенно — христианская религия.

## Значение античной культуры для мировой цивилизации
В понимании современной науки термин «античность» — это история и культура Древней Греции и Древнего Рима от возникновения первых древнегреческих государств (конец 3-2 тысячелетия до н. э.) и до падения Римской империи и завоевания Рима варварскими племенами (5 век н. э.). Соответственно существуют понятия античной философии, античного искусства, античной литературы и тому подобное. Буквальный перевод слова «античный» с латинского — «древний». В Европе в эпоху Возрождения вошло в моду коллекционирование предметов старины, их стали называть «антиками». Позже во Франции возник уже собственно понятие «античность» — для обозначения всех ранних форм искусства. По мере углубления исследований содержание термина сузился.
Уровень развития и степень влияния на дальнейшую историю придают культуре Древней Греции и Древнего Рима исключительный характер. В античном мире достигли расцвета все, без исключения, сферы культуры — образование, наука, литература, искусство. Творчество античных авторов и в науке, и в искусстве имело гуманистический характер, в его центре был человек, его физическая и духовная жизнь. Шедевры, созданные античными писателями, скульпторами и драматургами, стали в дальнейшем восприниматься как классические, как непревзойденные и достойные подражания образцы. Древнегреческий и латинский языки являются базой современной научной терминологии.
Положение свободных людей в античных государствах принципиально отличалось от других древних обществ. Возникает демократия, граждане которой пользуются политическими правами и участвуют в управлении государством. Хотя нельзя забывать и о том, что античное общество было рабовладельческим. Рабы играли существенную роль в экономике древнегреческих государств, делали свой вклад в их расцвет, на определённом этапе римской истории даже стали основной производительной силой.